# ナガセキャリアセンター
ナガセキャリアセンターは、株式会社ナガセPCスクールが運営するパソコンスクール。
全国20校の直営校と5校のフランチャイズ校がある。PCスクール、ITスクール、CADスクール、Webスクールを展開し、資格取得、IT技術者を育成する。

## 全国のスクール所在地
関東、中部、関西に25校のスクールを展開。
四国、中国、九州、東北、北海道は開校していない。

### 東京都
- 新宿本校 - 東京都新宿区西新宿1-6-1 新宿エルタワー5F
- 銀座校 - 東京都中央区銀座4-6-11 銀座センタービル4F
- 渋谷校 - 東京都渋谷区渋谷1-14-14 TK渋谷東口ビル8F
- 池袋校 - 東京都豊島区東池袋1-13-6 JTB池袋ビル3F
- 上野校 - 東京都台東区上野6-16-16 上野ORAGAビル10F
- 吉祥寺校 - 東京都武蔵野市吉祥寺本町1-4-18 ジョージフォーラムビル6F
- 八王子校 - 東京都八王子市旭町10-2 八王子TCビル7F
- NCP南大沢校（FC）- 東京都八王子市南大沢2-27 フレスコ南大沢2F
- 町田校 - 東京都 町田市原町田6-3-3 町映ビル3F

### 神奈川県
- 横浜スカイビル校-神奈川県横浜市西区高島2-19-12 横浜スカイビル23F
- 川崎校-神奈川県川崎市幸区大宮町1310 ミューザ川崎228
- 藤沢校-神奈川県藤沢市南藤沢4-3 日本生命南藤沢ビル1F

### 埼玉県
- 大宮校 - 埼玉県さいたま市大宮区仲町2-23-2 大宮仲町センタービル5F
- 川越校 - 埼玉県川越市脇田本町1-9 北信ビル4F

### 千葉県
- 千葉校 - 千葉県千葉市中央区新町1000 センシティータワー14F
- 柏校 - 千葉県柏市柏1-4-26 第2藤川ビル6F
- NCP船橋校（FC） - 千葉県船橋市本町6-1-7 エスペランサＫ 4階(4-C)

### 静岡県
- NCP三島校（FC） - 静岡県三島市文教町1-4843-1 東レシャンピアビル5Ｆ

### 愛知県
- 名古屋校 - 愛知県名古屋市中村区名駅4-6-23 第3堀内ビルディング13F

### 大阪府
- 梅田校 - 大阪府大阪市北区芝田1-1-4 阪急ターミナルビル8F
- なんば校 - 大阪府大阪市中央区難波3-6-11 なんば池田ビル10F
- NCP堺深井校（FC）- 大阪府堺市中区深井沢町3400番地 ジュネス深井2F
- NCPアベノ校（FC）- 大阪市阿倍野区阿倍野筋3-12-2-111 あべのクオレ1階

### 京都府
- 京都校 - 京都府京都市下京区四条通東洞院東入ル立売西町60 日本生命四条ビル8F

### 兵庫県
- 三宮校 - 兵庫県神戸市中央区御幸通8-1-6 神戸国際会館16F

## 閉校
スクールへの通学者が減少した影響を受け、2017年3月に閉校した。